# ハリファックス駅 (ノバスコシア州)
ハリファックス駅（英語：Halifax train station ）は、カナダノバスコシア州ハリファックス ホリス・ストリート1161にある駅。カナダ各地を結ぶVIA鉄道が乗り入れている。

## 概要
当駅は有人駅であり、車いすでの利用が可能。

## 利用可能な鉄道路線／列車
VIA鉄道の停車する列車は下記の通り。
- モントリオールとハリファックス間の夜行長距離列車オーシャン号 …モントリオール方面 水・金・日 出発[2]

## バス
中長距離バス
- マリタイム・バス（英語版）[3]

路線バス
- ハリファックス・トランジット（英語版） (Halifax Transit) …35系統 [4]